# أوسكار إسترادا
أوسكار إسترادا هو لاعب كرة قاعدة كوبي، ولد في 15 فبراير 1904 في هافانا في كوبا، وتوفي بنفس المكان في 2 يناير 1978.

## وصلات خارجية
- أوسكار إسترادا على موقعبيزبول رفرنس.كوم (الدوري الرئيسي) (الإنجليزية)
- أوسكار إسترادا على موقعبيزبول رفرنس.كوم (الدوري الثانوي) (الإنجليزية)